# In the Nursery
In the Nursery [ɪn ðə ˈnɜːs(ə)ɹi] est un projet musical et artistique britannique, originaire de Sheffield, en Angleterre. Il est formé en 1981 par les frères jumeaux Nigel et Klive Humberstone. Ils sont connus sur la scène néoclassique, electronica et martiale industrielle. Ils ont aussi créé plusieurs bandes-son apposées sur des films muets des années 1920.

## Nom
Alors qu'ils devaient trouver un nom de groupe à afficher sur leur première accroche de concert, Nigel et Klive Humberstone écrivaient beaucoup de textes d'inspiration enfantine, « comme l'innocence, l'autisme et le conditionnement ». Le nom In the Nursery (≈ « dans la pouponnière ») correspondait alors à l'ethos du groupe, avec un artwork et une imagerie idoine. Klive évoque une inspiration littéraire, « peut-être même un livre d'Enid Blyton » quant à la formule exacte du nom du groupe.

## Biographie

### Années 1980
Les jumeaux Humberstone (nés en 1961) accompagnés d'Anthony Bennet ont formé la première mouture d'In the Nursery à l'occasion d'un concert le 25 juin 1981 au Psalter Lane Art College de Sheffield sous la forme d'un groupe de rock classique. À partir de 1983 et la sortie en juin de leur premier album 6 titres, When Cherished Dreams Come True, on ressent l'influence de Joy Division sur la musique du groupe, dont Klive parle en ces termes :

« Ils furent parmi les groupes que nous allions voir pendant les premiers moments du post-punk. Leur musique était extrêmement inspirante. Nous les avons vus plusieurs fois, dont au Nashville Rooms, à Londres, en 1979. Aller les voir jouer en live était quelque chose que nous devions faire. Nigel et moi avions déjà tous deux avidement acheté le sampler de Factory, A Factory Sample, l'EP An Ideal for Living et l'album Unknown Pleasures. Nous passions ces disques en continu sur nos platines. L'atmosphère et la façon dont la musique nous affectait rendaient chaque écoute plus fascinante. Ce fut aussi la musique de Joy Division qui nous donna envie de créer notre propre musique et de former le groupe.[...] »

— Klive Humberstone, août 2011
Ensuite, le groupe prend un tournant post-industriel avec le single 12 pouces Sonority en 1984, sorti chez le label New European Recordings de Death in June, et le single Temper en 1985, sorti chez Sweatbox Label. Ce tournant est caractérisé par l'utilisation répétée de la caisse claire de fanfare ou des timbales, dont ils avaient fait l'acquisition dans un magasin d'occasion dès leur début en 1980 et qu'ils préfèrent à la batterie conventionnelle ou à la boîte à rythmes. Cela donne à leur musique une sonorité martiale, qu'ils disent inspirée de la musique classique. Klive est un grand amateur des symphonies orchestrales de Gustav Mahler, Béla Bartók ou de Dmitri Chostakovitch, qu'il va voir à l'hôtel de ville de Sheffield.
Avec l'aide des avancements électroniques et des nouvelles techniques d'échantillonnage, le groupe sort en 1986 leur premier album 10 titres, Twins, un nom en référence à leur gémellité juste après le départ du troisième membre Anthony Bennet. Enregistré aux studios Flexible Response de Bradford, Twins a déjà une approche plus classique symphonique, que leur EP Trinity (1987) confirmera. Sur la première plage de Trinity, Elegy, on peut entendre pour la première fois la narration francophone de Dolores Marguerite C. Elle y chante un chant engagé contre la guerre d'Algérie et la guerre et la torture en général, et s'ouvre sur un extrait du film La Bataille d'Alger. Dolores et le nouveau percussionniste Q. participeront à l'album suivant Stormhorse qui est écrit comme une bande originale d'un film imaginaire, la première « musique filmique » du groupe. La dernière production du quatuor chez Sweatbox, Köda en 1988, achèvera la transition à une sonorité dark ambient et utilise pour la première fois un séquenceur musical. Conterpoint et Prelude 1983-1985 sont des compilations que sort Sweatbox en 1989.

### Années 1990
À la suite de la dissolution du label Sweatbox, In the Nursery rejoint Third Mind Record pour produire leur délicat album L'Esprit (1990). L'album a été fait avec l'aide de l'ingénieur du son Steve Harris, qui avait déjà contribué à Köda et qui participera à toutes les productions ultérieures du duo.
Sense et Duality sont suivis par la première vraie bande originale du groupe pour le film américain An Ambush of Ghosts d'Everett Lewis avec David Arquette en 1993. Leur musique apparaît aussi dans la production hollywoodienne Entretien avec un vampire (1994), l'anime japonais Street Fighter II, le film (1994) et le film L'Idéaliste (1997) de Francis Ford Coppola. En 2011, le morceau White Robe a été utilisé pour une bande-annonce de la série Game of Thrones. Fort de son succès, ITN continue son aventure filmique en enregistrant la bande-son du Cabinet du docteur Caligari, prévu au départ pour une unique projection dans le Metro Cinema de Derby. Après avoir travaillé un mois dessus, ils décident de la sortir en CD. Ce sera le début d'une longue série de bandes-originales de films muets des années vingt, intitulées « Optical Music Series ». La bande originale du film Asphalte sort en 1997, celle de L'Homme à la caméra en 1999.
Pour les albums suivants, la tendance musicale ambient s'accentue, sans pour autant abandonner le son de caisse claire. En 1996 et 1997 sortent Feathercut et Cobalt, deux albums signés non pas « In the Nursery » mais « Les Jumeaux », un side-project ambient, voire dance. Les Jumeaux ont aussi participé à la pré-production de l'hymne acid house du groupe Sabre of Paradise, Smokebelch II.
Dans les années 1990, In the Nursery fonde son propre label : ITN Corporation, sur lequel ils sortiront tous leurs albums ultérieurs, à commencer par leurs compilations Scatter (1995) et Composite (1997).
L'album-concept Anatomy of a Poet (1994), sur le thème de la psyché créatrice, contient plusieurs récitations d'œuvres littéraires, comme la poésie romantique de Colin Wilson qui participe à l'album. Il y figure également une reprise de Seventh Seal de Scott Walker. Deco (1996) est un album-concept sur l'art déco et Linguae (1998), un album-concept sur les langues réalisé en collaboration avec la multilingue Dolores. Les différentes langues représentées sur ce dernier album sont le frioulan, l'espagnol, le français, le proto-maya, le japonais, le serbe et l'anglais.

« Cela est souvent dit, mais n'en est pas moins vrai : la musique est un langage universel. Nous avons toujours considéré la voix comme un instrument comme les autres, le considérant comme un élément de notre musique. Linguae est une tentative de travail sur des langages mystérieux, leurs tonalités variées, leurs timbres et leurs caractéristiques rythmiques.[...] »

— Nigel Humberstone, août 1999 

### Années 2000
In the Nursery collabore à la bande originale de la série La Femme Nikita et continue son « Optical Music Serie » avec de nouvelles bandes-son de films muets de années 1920 avec Hindle Wakes de Maurice Elvey en 2001. En 2003, ITN sort la bande originale d'un film japonais, A Page of Madness. Le British Film Institute a sorti en 2006 Electric Edwardians: The Story of the Mitchell & Kenyon Collection de Vanessa Toulmin auquel ITN ajoute une bande sonore. Le film documente les productions de la société cinématographique Mitchell and Kenyon du début du XXe siècle. En 2008, les jumeaux Humberstone font la bande originale d'un film français sorti en 1927 : La Passion de Jeanne d'Arc. Engel en 2001 est une bande originale d'une genre nouveau pour ITN : celle du jeu de rôle allemand éponyme.
Groundloop est le premier album des années 2000 pour ITN qui mêle des instruments comme le hautbois, le violoncelle, la flûte et la voix de Dolores Marguerite C. à des sons électroniques néoclassiques. En 2002, les deux jumeaux invitent des artistes de la scène dark pour remixer leurs propres anciens morceaux. Les groupes y participant sont Attrition, Assemblage 23, pour lesquels ITN avait déjà remixé des morceaux, Alejandro Prieto de A_Robot, Seize, Faith and the Muse, Flesh Field, Ivan Iusco, Chandeen, Haujobb, And Also the Trees, Mike Brown, Stephen James Bennett. Selon Nigel, les artistes avaient une « liberté totale » pour effectuer les remixes. La compilation s'appelle Cause+Effect.
Praxis sort en 2003, marque leur collaboration avec la chanteuse Katz Kiely qui s'ajoute à Dolores Marguerite C. et le batteur David Elektrik. Le concept de l'album est inspiré par l'œuvre de Cesare Pavese, dont la citation suivante est mise en exergue : « Rien de valable ne peut surgir de nos crayons ou de nos mains si ce n'est par des frictions et des collisions avec les gens et les choses. »
Pour le vingt-cinquième anniversaire du groupe, les deux sheffieldois sortent Era consacré à l'architecture et à la décrépitude urbaine. Sarah Jay Hawley, connue pour sa participation à Massive Attack prête sa voix à l'album aux côtés de Dolores. « Personnellement, je vois beaucoup de parallèles entre l'architecture et notre vie quotidienne. Le consumérisme moderne peut être comparé à la façon dont nous négligeons les bâtiments délabrés ou dont nous les démolissons au lieu de les rénover. De même, l'incapacité d'apprécier notre héritage culturel et l'histoire de l'architecture est l'écho de nos aspirations superficielles dictées par la vie moderne. Je pense que nous devrions tous être attentifs à notre passé immédiat, apprendre de ces artisans qui nous ont légué de si belles choses. Era est en partie une manière de rendre hommage à ces gens de l'ombre et à leur travail », explique Nigel Humberstone, en janvier 2007.

### Années 2010
Blind Sound est un album en référence au braille qui paraît en avril 2011. Les instruments utilisés sont la basse, la batterie, la guitare et le chant pour une fois majoritairement masculin, avec en plus des musiciens invités comme Matt Howden pour les parties de violoncelle, de violon, de harpe et de clarinette. En février 2013 paraît une bande originale de livre en collaboration avec l'écrivain Simon Beckett pour la série de quatre romans du héros David Hunter. Le roman de Beckett Stone Bruises, sorti le 30 janvier 2014 au Royaume-Uni, est aussi accompagné par la bande-son de ITN.
Un nouveau projet musical est en cours de développement, intitulé Aprirsi, et inspiré par le département des neurosciences de l'université de Sheffield. La bande-son d'un autre film muet est également en préparation. Il est présenté en avant-première en décembre 2014 à Mexico.
À la pentecôte 2016, In the Nursery fête ses trente-cinq ans d'existence à l'occasion d'un concert anniversaire au Wave-Gotik-Treffen à Leipzig. Le 3 novembre 2017, ITN sort un nouvel album nommé 1961. C'est entre autres une référence à l'année de naissance de jumeaux Humberstone, et plusieurs morceaux font référence à des événements historiques de cette année-là. Le morceau Torschlusspanik fait allusion à la construction du mur de Berlin tandis que Prisoner of Conscience raconte la fondation d'Amnesty International. Ce dernier morceau est une complainte faite en collaboration avec Dolorès Marguerite C.

## Discographie

### Albums studio
- 1986 : Twins (LP, CD)
- 1987 : Stormhorse (LP, CD)
- 1988 : Köda (LP, CD)
- 1990 : L’Esprit (LP, CD)
- 1991 : Sense (LP, CD, MC)
- 1992 : Duality (LP, CD, MC)
- 1994 : Anatomy of a Poet (CD)
- 1996 : Deco (CD)
- 1996 : Feathercut (CD ; sous le nom Les Jumeaux)
- 1997 : Cobalt (CD ; sous le nom Les Jumeaux)
- 1998 : Lingua (CD)
- 2000 : Groundloop (CD)
- 2001 : Engel (CD)
- 2003 : Praxis (CD)
- 2006 : ERA (CD)
- 2011 : Blind Sound (CD)
- 2017 : 1961 (CD)

### EP
- 1983 : When Cherished Dreams Come True (EP)

### Bandes originales
- 1993 : An Ambush of Ghosts (CD)
- 1996 : The Cabinet of Dr. Caligari (Le Cabinet du docteur Caligari — 1920)
- 1997 : Asphalt (Asphalte — 1929)
- 1999 : Man With a Movie Camera (L'Homme à la caméra — 1929)
- 2001 : Hindle Wakes (Hindle Wakes — 1927)
- 2003 : A Page of Madness (A Page of Madness — 1926)
- 2005 : Electric Edwardians (Electric Edwardians, catalogue de films Mitchell and Kenyon)
- 2008 : The Passion of Joan of Arc (La Passion de Jeanne d'Arc — 1928)
- 2013 : The Calling (CD)
- 2015 : The Fall of the House of Usher (La Chute de la maison Usher - 1928)
- 2019 ; The Seashell and the Clergyman (La Coquille et le Clergyman - 1928)

### Singles et MCD
- 1984 : Witness (To a Scream) (7")
- 1985 : Sonority (12")
- 1985 : Temper (12")
- 1987 : Trinity (12")
- 1988 : Compulsion (12")
- 1990 : Sesudient (12", MCD)
- 1994 : Hallucinations? (12", MCD)

### Compilations
- 1989 : Counterpoint (LP / CD)
- 1989 : Prelude (LP / CD)
- 1995 : Scatter (CD)
- 1997 : Composite (CD)
- 2000 : Exhibit (CD)
- 2010 : Aubade (CD)

### Album live
- 1996 : Praha 1 (CD)

### Album de remix
- 2002 : Cause + Effect (CD)